# John Spinnewyn
John Spinnewyn (Ieper, 3 februari 1953) is een voormalig Belgisch Vlaams-nationalistisch politicus voor het Vlaams Blok.

## Levensloop
John Spinnewyn volgde een beroepsopleiding tot landbouwwerktuigkundige en werkte vervolgens op het aannemersbedrijf van zijn vader. Daarna werd hij tot in 1991 bediende bij de spoorwegmaatschappij NMBS.
Spinnewyn groeide op in een Vlaams-nationalistische familie. Zijn vader Roger Spinnewyn was de oprichter van de West-Vlaamse afdeling van de Vlaamse Militanten Orde (VMO). In 1968 was hij actief in de acties rond Leuven Vlaams. Als jongere werd Spinnewyn lid van de Volksunie en was hij eveneens actief in het Algemeen Vlaams Nationaal Jeugdverbond, het Taal Aktie Komitee, Voorpost en het VMO. Binnen het VMO vormde Spinnewyn met zijn vader en drie broers de kern van het Brugse afdeling en in 1973 maakte hij met zijn vader en broer Jim deel uit van het achtkoppige commando dat verantwoordelijk was voor 'Operatie Brevier, de geheime overbrenging van het stoffelijk overschot van de nationaal-socialistische collaborateur Cyriel Verschaeve van Oostenrijk naar Vlaanderen. Tot aan de ontbinding van het VMO in 1983 nam hij deel aan zowat alle belangrijkste acties van deze Vlaams-nationalistische rechts-radicale actie- en propagandagroep. 
Na het in Vlaams-nationalistische kringen omstreden Egmontpact werd Spinnewyn actief in het radicaal-rechtse Vlaams Blok en in 1987 werd hij voorzitter van de partijafdeling van het arrondissement Turnhout. In november 1991 werd hij na de verkiezingsoverwinning van Vlaams Blok lid van de Kamer van volksvertegenwoordigers, eerst voor het kiesarrondissement Turnhout en vanaf 1995 voor het Kiesarrondissement Mechelen-Turnhout, wat hij bleef tot in mei 2003. Spinnewyn was lid van de Kamercommissies Landsverdediging. In de periode januari 1992-mei 1995 had hij als gevolg van het toen bestaande dubbelmandaat ook zitting in de Vlaamse Raad. De Vlaamse Raad was vanaf 21 oktober 1980 de opvolger van de Cultuurraad voor de Nederlandse Cultuurgemeenschap, die op 7 december 1971 werd geïnstalleerd, en was de voorloper van het huidige Vlaams Parlement. Hier was Spinnewyn actief in de commissie Openbare Werken en Vervoer.
Tevens was hij van 1995 tot 2006 gemeenteraadslid van Turnhout.